# Gottfried Eichelbrönner
Gottfried Eichelbrönner (* 12. November 1901 in Dipbach, heute Bergtheim; † 29. Oktober 1986 ebenda) war ein deutscher Landwirt und Politiker der CSU.
Eichelbrönner besuchte das Kilianeum und das Neue Gymnasium in Würzburg und absolvierte eine Reihe von Praktika in der Land- und Gastwirtschaft, einer Brennerei und schließlich auf dem elterlichen Hof, welchen er 1928 übernahm. Von 1926 bis 1934 gehörte er dem Vorstand der Burschenvereinsbewegung an. In der Zeit der Gleichschaltung entfernte er den „Stürmer“-Kastens der Gemeinde, weswegen er für drei Wochen in Schutzhaft genommen wurde. 1945 wurde er zum Bürgermeister seiner Heimatgemeinde Dipbach gewählt. Ein Jahr später zog er erstmals in den Bayerischen Landtag ein, dem er bis 1962 angehörte. Ab 1950 gewann er dabei das Direktmandat im Stimmkreis Ochsenfurt, Kitzingen-Stadt und -Land.